# Igreja de São João (Sibiu)
A Igreja de São João (em alemão: Johanniskirche; em romeno: Biserica Sfântul Ioan) é uma igreja luterana situada na cidade de Sibiu, na região histórica da Transilvânia, Roménia. Pertence à Igreja Evangélica da Confissão de Augsburgo na Roménia (Evangelische Kirche Augsburgischen Bekenntnisses in Rumänien), de língua alemã, a qual tem a sua sede em Sibiu.
O edifício atual foi construído entre 1911 e 1912, juntamente com uma residência do pároco, substituindo uma igreja neogótica que foi demolida devido a estar em riscos de colapsar. A antiga igreja fazia parte dum grupo de edifícios construídos pela comunidade luterana de Sibiu entre 1881 e 1883, que incluía um orfanato. A igreja foi concluída em 1883, ano em que se comemorou o 400.º aniversário do nascimento de Martinho Lutero.
A igreja atual é de estilo neogótico e tem planta em cruz, com uma torre octogonal no lado norte e quatro torres, uma em cada esquina. As naves central e transversal têm telhados de duas águas. A entrada situa-se no lado oriental, através dum portal de estilo neogótico. A porta é decorada com um baixo-relevo no qual é representado Jesus rodeado de crianças. Do portal entra-se numa antecâmara. No lado ocidental há um coro em galeria com um órgão. Nos vitrais lêem-se os nomes do patrocinador, do arquiteto e da data de consagração (1912). O altar é de forma semicircular no interior e poligonal no exterior; o seu arranjo litúrgico do altar consiste numa mesa sobre a qual há uma cruz branca e uma secretária; as partes laterais são de madeira com decoração neogótica. Os sinos são de bronze, um datado de 1557 e outro de 1642.[carece de fontes?]